# Stadio Omobono Tenni
Stadio Omobono Tenni – stadion piłkarski znajdujący się w mieście Treviso we Włoszech. 
Swoje mecze rozgrywa na nim zespół Treviso FC. Jego pojemność wynosi 10 000.